# Poa poiformis
Poa poiformis är en gräsart som först beskrevs av Jacques-Julien Houtou de La Billardière, och fick sitt nu gällande namn av George Claridge Druce. Poa poiformis ingår i släktet gröen, och familjen gräs. Inga underarter finns listade i Catalogue of Life.